# Краб волохатий
Краб волохатий (Pilumnus hirtellus) — краб родини Pilumnidae. Єдиний вид роду у фауні України.

## Розповсюдження
Розповсюджений у східній частині Атлантичного океану від Північного до Середземного моря. В Україні зустрічається у Чорному морі від дельти Дунаю до Керченського півострову.

## Будова та спосіб життя
Невеликий краб, довжина до 20 мм, ширина до 28 мм. Тіло вкрите волосками. Клешні різних розмірів, права більша за ліву. Забарвлення карапаксу та верхньої частини кінцівок червонувато-фіолетове. Нижня частина кінцівок коричнева. Молоді особини розмірами до 5 мм повністю білі. Стійкий до штормів та низької температури. Зустрічається на глибинах від 0,2 до 10 м. Зустрічається в різних біотопах, але надає перевагу кам'янистому ґрунту з заростями підводних рослин. Живиться падлом. Розвиток з перетворенням, планктонна личинка проходить 4 стадії зоеа та стадію мегалопу. Плодючість самиці до 4 тисяч ікринок.

## Значення
Вид занесений до Червоної книги України, чисельність скорочується внаслідок забруднення прибережних вод. Охороняється в природних заповідниках Мис Мартьян та Карадазькому.